# Astronomical Multi Beam Recombiner
Pour les articles homonymes, voir Amber (homonymie).
« AMBER » redirige ici.  Pour l'alerte enlèvement implantée aux États-Unis et au Canada, voir Alerte AMBER.

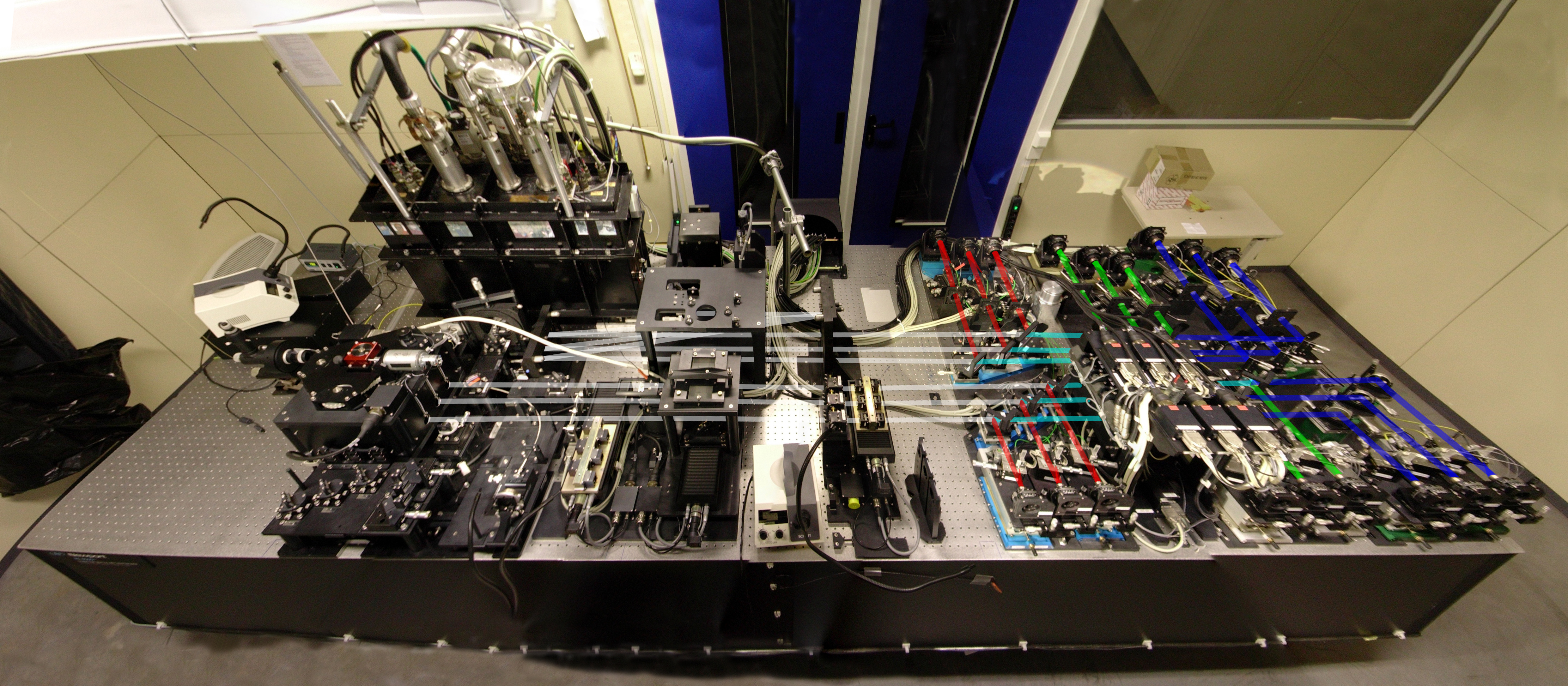
L'instrument AMBER du VLTI lors de son intégration à Grenoble en 2003. Les faisceaux sont matérialisés en couleurs.

En astronomie, le Astronomical Multi Beam Recombiner ou Astronomical Multi Beam combiner (AMBER ; en français « (Re)combinateur de faisceaux astronomiques multiples ») est un instrument interférométrique du Very Large Telescope Interferometer travaillant dans le proche infrarouge (dans les bandes J, H et K). Il permet de combiner les faisceaux lumineux en provenance de 3 des 4 télescopes du Très Grand Télescope. Il a été décommissionné fin 2017.